# Biais d'autocomplaisance
La notion de biais d'auto-complaisance désigne la tendance des gens à attribuer la causalité de leur réussite à leurs qualités propres (causes internes) et leurs échecs à des facteurs ne dépendant pas d'eux (causes externes), afin de maintenir positive leur image de soi. Ce biais cognitif a été d'abord défini dans le livre Person Perception de Albert H. Hastorf, David J. Schneider, Judith Polefka en 1970. 
Par exemple, un individu justifiera l'obtention d'une bonne note à un examen en évoquant le travail qu'il a fourni, alors qu'il expliquera l'obtention d'une mauvaise note par la sévérité du correcteur. Un professeur justifiera les bonnes notes de sa classe en évoquant la qualité de ses cours, les mauvaises notes à des élèves qui suivent mal ou apprennent mal le cours.
En 1986, Leary et Shepperd mettent en exergue, à travers leurs recherches sur l'anxiété sociale, le concept de biais d'auto-handicap qu'ils considèrent comme une forme spéciale de biais d'auto-complaisance. Cette stratégie est préventive. Les gens anticipent des causes externes ou internes pour expliquer leur échec ou leur réussite afin de maintenir ou de rehausser leur image de compétence.
Des études montreront par la suite l'existence de différences dans l'utilisation de ces stratégies d’un individu à l’autre, notamment entre les femmes et les hommes, et selon que l’individu montre une faible estime de soi ou au contraire une haute estime de soi.
Jean de La Fontaine a mis en évidence ce biais d'autocomplaisance dans l'une de ses fables : L'Ingratitude et l'Injustice des Hommes envers la Fortune.